# Siegerstatue

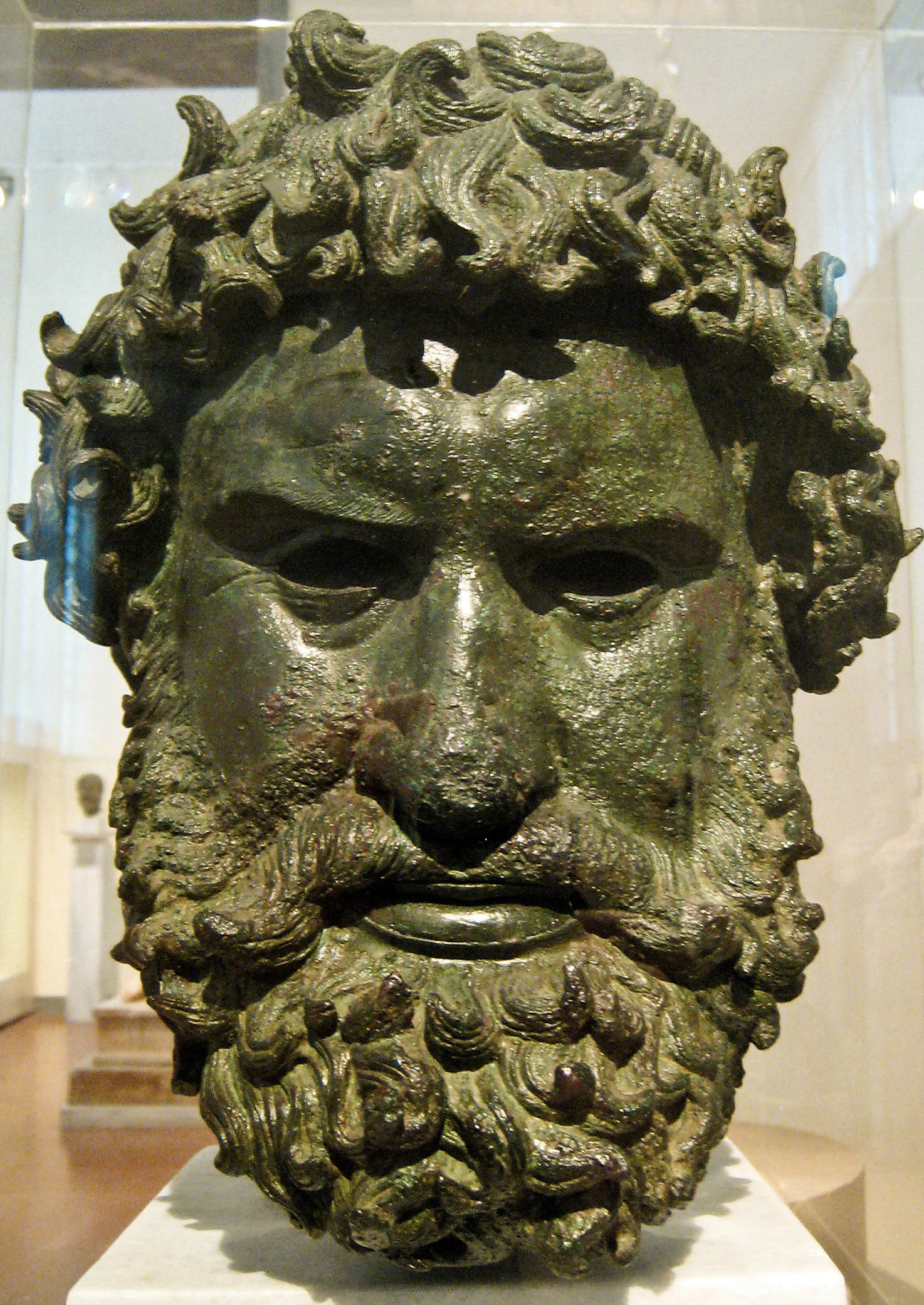
Der Kopf eines Faustkämpfers ist der einzig erhaltene Rest der mehreren hundert Siegerstatuen aus Olympia

Eine Siegerstatue war ein Statuentyp im antiken Griechenland, zu deren Aufstellung Sieger von Agonen in ihrer Heimatstadt oder am Ort ihres Sieges berechtigt waren. Abgesehen von der umfangreichen Beschreibung der Siegerstatuen im Zeusheiligtum Olympia bei Pausanias und von inschriftlich eindeutig ausgewiesenen Statuenbasen hat sich fast nichts von diesem Statuentyp erhalten.
Siegerstatuen wurden von den Siegern insbesondere athletischer Agone einer Gottheit geweiht, sie konnten auch stellvertretend von der Familie oder der Polis des Siegers gestiftet werden. Der Brauch, Siegern das Aufstellen einer Statue zu gestatten, kam erstmals im 6. Jahrhundert v. Chr. auf und ist eng verknüpft mit der zu dieser Zeit sich entwickelnden statuarischen Plastik in Griechenland. Das übliche Material war Bronze, wobei auch Statuen aus Stein oder Holz bekannt sind. Um der Verwechslung mit Götterstatuen vorzubeugen, durften sie Lebensgröße nicht überschreiten. 